# Solanum aviculare

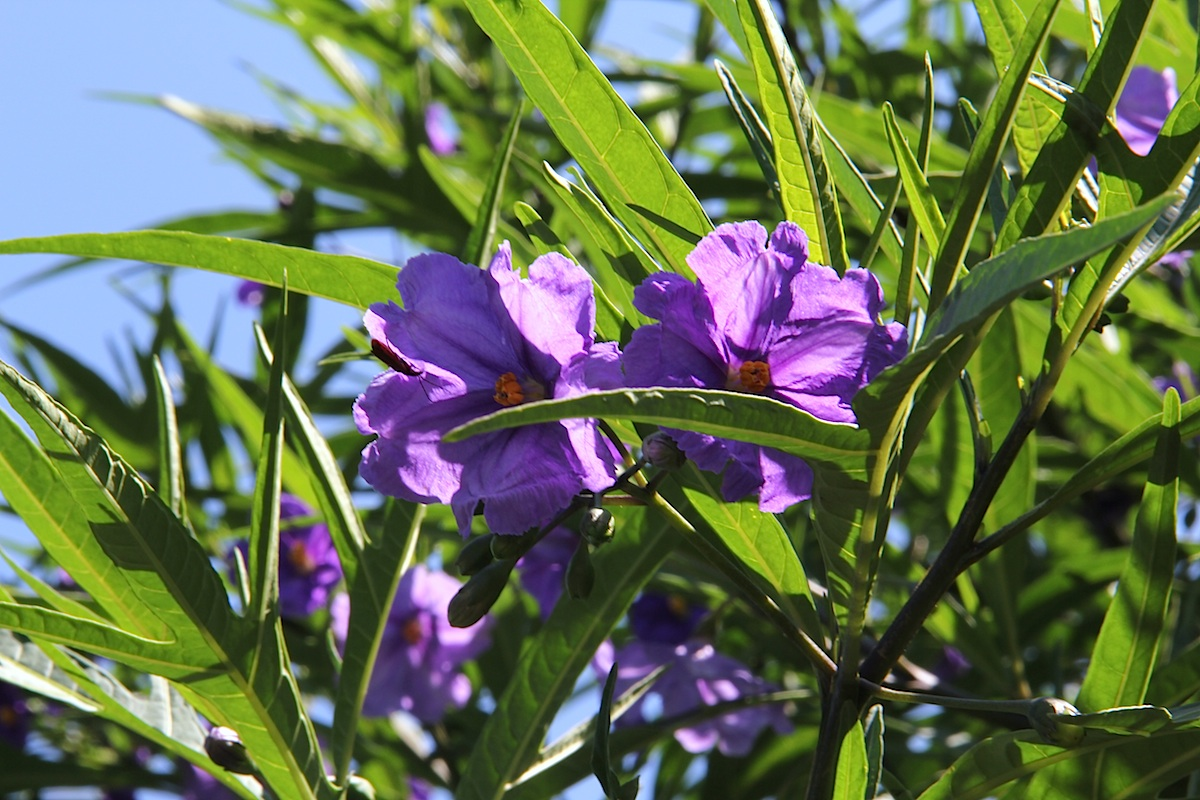
Solanum aviculare

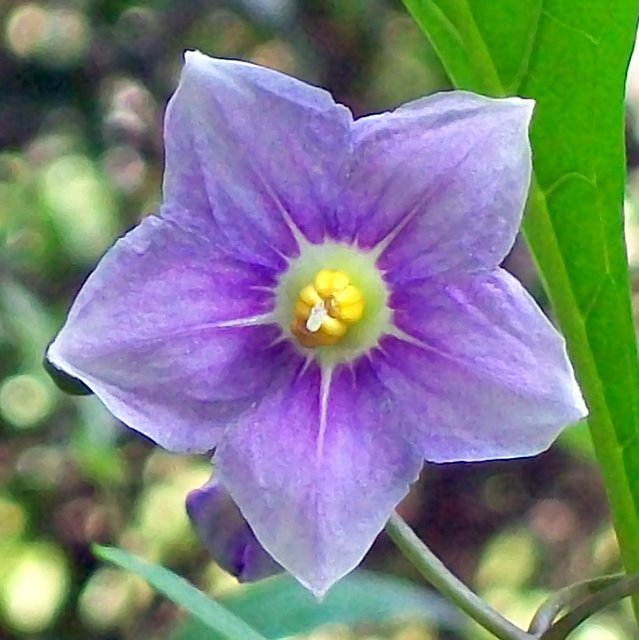
Flor

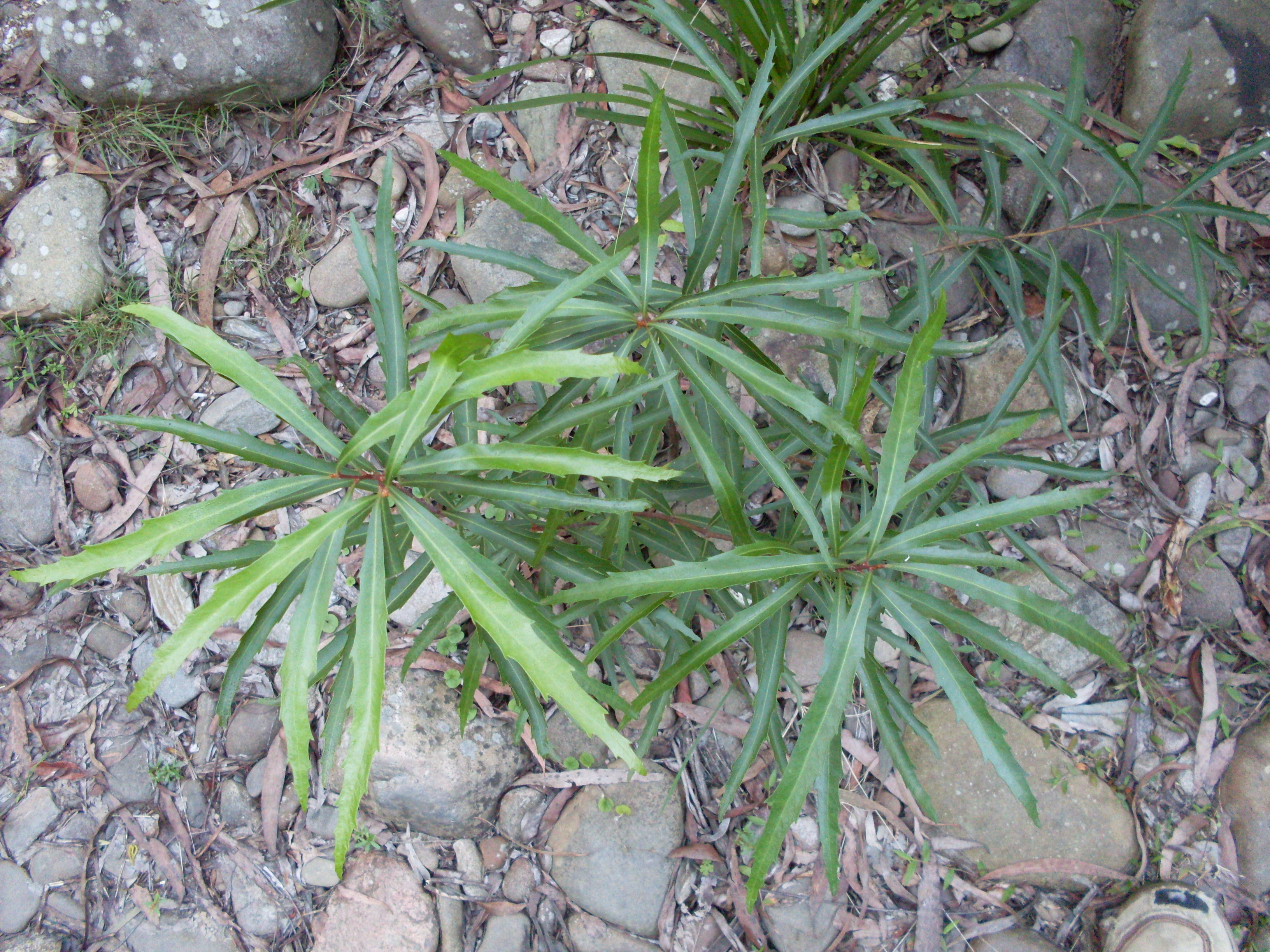
Planta jove

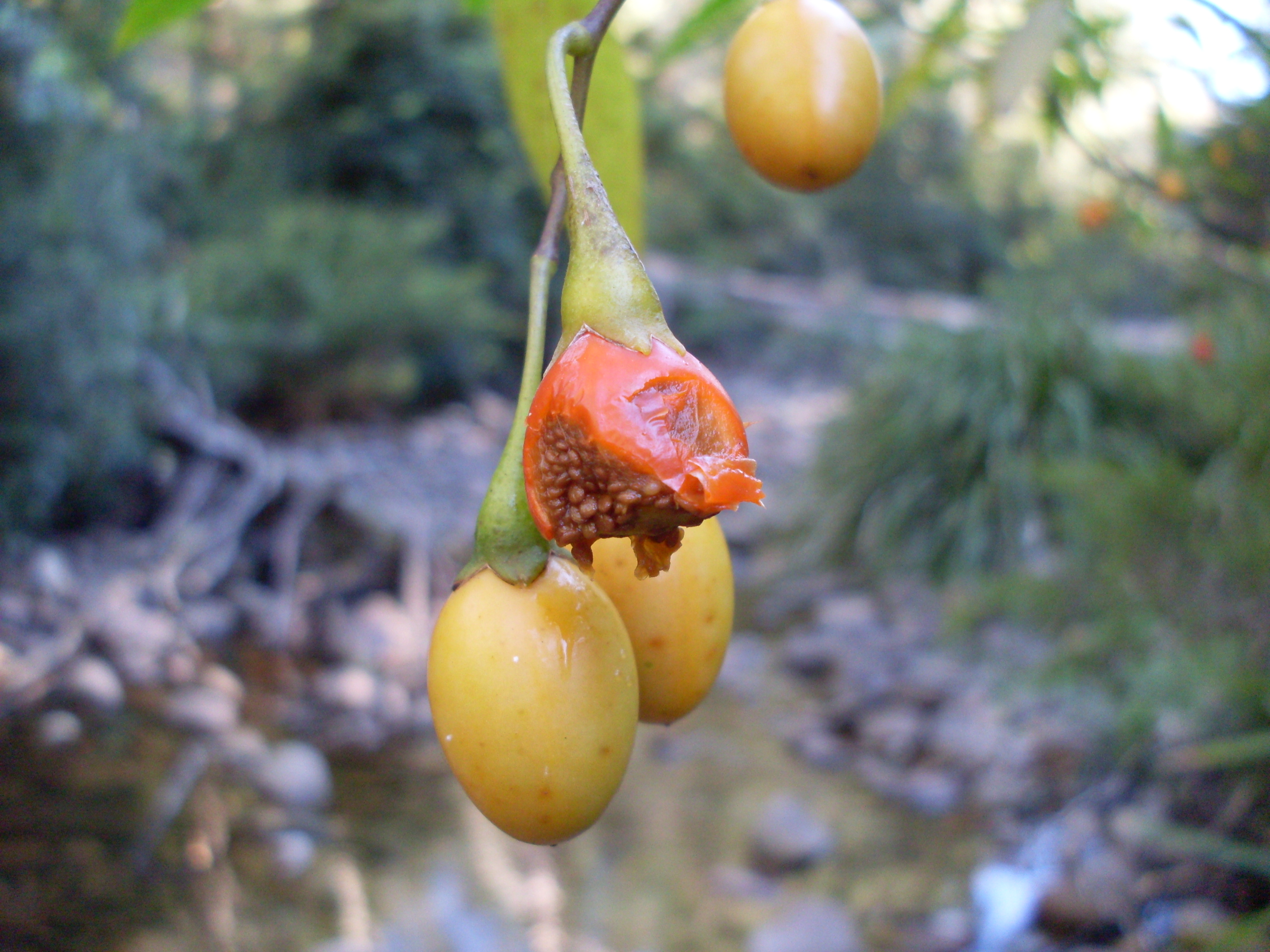
Fruit

El poroporo, kohoho o bullibulli (Solanum aviculare) és un arbust de ràpid creixement que arriba a fer 4 m d'alçada, originari de Nova Zelanda i la costa est d'Austràlia. Els maoris l'usen com a edulcorant, hortalissa i planta medicinal.

## Descripció
És un arbust perenne que pot assolir 4 m d'altura. Les fulles són senceres o lobulades; els lòbuls fan d'1 a 10 cm de llarg. Les tiges són verdes o porpres. Les flors són hermafrodites (tenen tants òrgans masculins com femenins), blanques, i roges a blava-violeta. N'ixen després baies de 10-15 mm d'ample, roig taronja a escarlata.

## Usos
Les fulles i fruits inmadurs de S. aviculare contenen l'alcaloide tòxic solasonina. S.aviculare es conrea també a Rússia i Hongria per la solasonina, que s'usa com a base per a produir esteroides contraceptius.
La planta també s'usa com a empelt de l'albergínia.
Hi ha dubtes si Solanum aviculare i Solanum laciniatum són varietats de la mateixa espècie. S. aviculare té flors més clares i es troba al nord de l'illa del Nord de Nova Zelanda, mentre que S. laciniatum té flors porpra més fosques i es troba al sud d'Auckland.

## Taxonomia
Solanum aviculare fou descrita per Georg Forster i publicada en Florulae Insularum Australium Prodromus, 18, 1786.
Etimologia

Solanum: nom genèric llatí equivalent al grec στρνχνος (strychnos) per a designar Solanum nigrum —i probablement altres espècies del gènere, inclosa l'albergínia—, ja usat per Plini el Vell en Historia naturalis (21, 177 i 27, 132) i, abans, per Aulus Cornelius Cels en De Re Medica (II, 33). Podria relacionar-se amb el llatí sol. -is, 'el sol', doncs la planta és pròpia de llocs assolellats.
aviculare: epítet llatí que significa 'com un petit ocell'.